# Isaac Cuenca
Isaac Cuenca (* 27. května 1991, Reus) je španělský fotbalista hrající na pozici útočníka nebo krajního záložníka. V současnosti působí v nizozemském klubu AFC Ajax, kde je na hostování z FC Barcelona.

## Klubová kariéra
Začátek sezóny 2012/13 byl mimo hru kvůli zranění kolene. 31. ledna 2013 odešel z Barcelony do konce sezóny na hostování do nizozemského top klubu AFC Ajax. Zde dostal dres s číslem 11. Debutoval 10. února 2013 v zápase proti týmu Roda JC Kerkrade, Ajax remizoval v Amsterdam Areně 1:1, Cuenca asistoval na gól svého nového týmu.

## Statistiky
Aktualizováno 2. května 2012
| Klub             | Sezóna           | Liga   | Liga | Pohár  | Pohár | Evropa | Evropa | Ostatní | Ostatní | Celkem | Celkem |
| Klub             | Sezóna           | Starty | Góly | Starty | Góly  | Starty | Góly   | Starty  | Góly    | Starty | Góly   |
| ---------------- | ---------------- | ------ | ---- | ------ | ----- | ------ | ------ | ------- | ------- | ------ | ------ |
| Sabadell         | 2010–11          | 32     | 4    | —      | —     | —      | —      | —       | —       | 32     | 4      |
| Sabadell         | Celkem           | 32     | 4    | —      | —     | —      | —      | —       | —       | 32     | 4      |
| Barcelona B      | 2011–12          | 6      | 2    | —      | —     | —      | —      | —       | —       | 6      | 2      |
| Barcelona B      | Celkem           | 6      | 2    | —      | —     | —      | —      | —       | —       | 6      | 2      |
| Barcelona        | 2011–12          | 16     | 2    | 6      | 2     | 7      | 0      | 1       | 0       | 30     | 4      |
| Barcelona        | Celkem           | 16     | 2    | 6      | 2     | 7      | 0      | 1       | 0       | 30     | 4      |
| Celkem v kariéře | Celkem v kariéře | 54     | 8    | 6      | 2     | 7      | 0      | 1       | 0       | 68     | 10     |

## Úspěchy

### Klubové
FC Barcelona
- 1× vítěz MS klubů: 2011
- 1× vítěz Copa del Rey: 2011/12